# برنت بريموس
برنت بريموس (بالإنجليزية: Brent Primus؛ مواليد 12 أبريل 1985) هو مُقاتل فنون قتالية مختلطة أمريكي. يتنافس حاليًا في دوري المحترفين. تنافس سابقًا في بطولة بيلاتور للفنون القتالية المختلطة، حيث كان بطل العالم في الوزن الخفيف في بيلاتور لمرة واحدة.

## وصلات خارجية
- برنت بريموس على موقع بيلاتور (الإنجليزية)
- برنت بريموس على موقع شيردوغ (الإنجليزية)
- برنت بريموس على موقع Tapology.com (الإنجليزية)
- برنت بريموس على موقع IMDb (الإنجليزية)